# Ichikawa Shinya
Shinya Ichikawa (sinh ngày 19 tháng 1 năm 1982) là một cầu thủ bóng đá người Nhật Bản.

## Sự nghiệp câu lạc bộ
Shinya Ichikawa đã từng chơi cho Kashiwa Reysol.